# Tsovagjugh
Tsovagjugh (armeniska: Ծովագյուղ) är en ort i Armenien. Den ligger i provinsen Gegharkunik, i den centrala delen av landet, 60 kilometer nordost om huvudstaden Jerevan. Tsovagjugh ligger 1 976 meter över havet och antalet invånare är 3 857.
Terrängen runt Tsovagjugh är varierad. Närmaste större samhälle är Sevan, 9,1 kilometer söder om Tsovagjugh. 
Trakten runt Tsovagjugh är nära nog obefolkad, med mindre än två invånare per kvadratkilometer.